# 리서

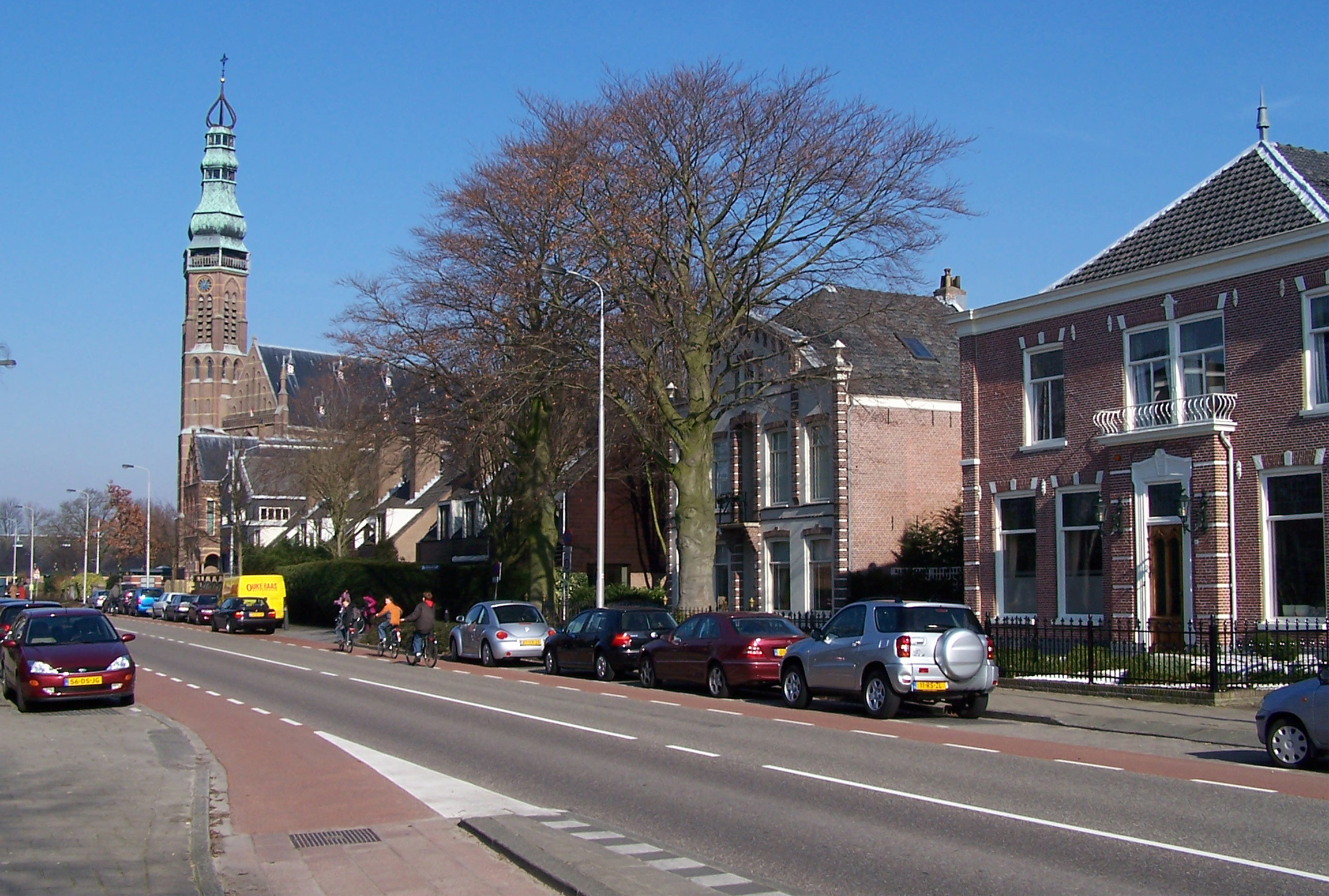
리서를 지나가는 도로의 모습

리서의 위치

리서(네덜란드어: Lisse)는 네덜란드 서부 자위트홀란트주의 도시로 면적은 16.05km2, 높이는 1m, 인구는 22,400명(2014년 5월 기준), 인구 밀도는 1,428명/km2이다.
튤립이 피는 봄에만 운영하는 쾨켄호프 정원이 이 곳에 위치한다. 매년 봄에는 도시 중심가에서 블루멩코르소(Bloemencorso)라는 이름의 꽃 퍼레이드가 열린다.

시기
시 문장